# Tundo Soro
Tundo Soro (Tondosuru) is een bestuurslaag in het regentschap Pasuruan van de provincie Oost-Java, Indonesië. Tundo Soro telt 2708 inwoners (volkstelling 2010).